# Очилат лангур
Очилатият още димен лангур (Trachypithecus obscurus) е вид бозайник от семейство Коткоподобни маймуни (Cercopithecidae). Видът е почти застрашен от изчезване.

## Разпространение
Разпространен е в Малайзия, Мианмар и Тайланд.